# Béla Miklós

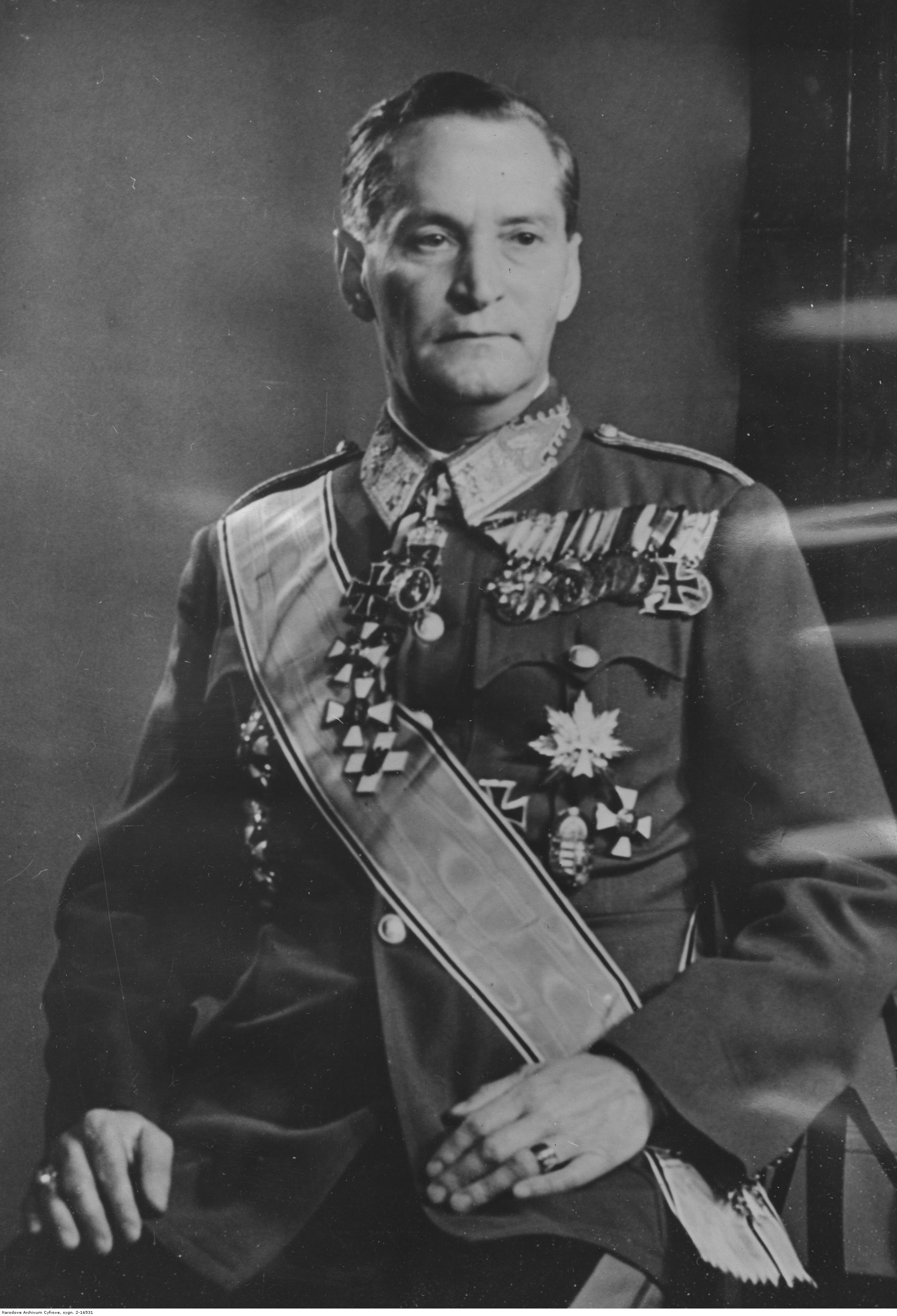
Béla Miklós, 1942

Vitéz lófő Béla Miklós von Dálnok [ˈbeːlɒ ˈmikloːʃ] (ungarisch vitéz lófő dálnoki Miklós Béla; * 11. Juni 1890 in Budapest, Österreich-Ungarn; † 21. November 1948 ebenda) war ein ungarischer Offizier und Staatsmann. Miklós stand 1944/45 einer provisorischen Gegenregierung Ungarns als Ministerpräsident vor und war 1945 amtierender Ministerpräsident der ersten ungarischen Regierung nach dem Zweiten Weltkrieg.

## Herkunft und Bildung
Miklós stammt aus einer Familie des niederen Militäradels der Szekler (lófő). Er besuchte bis 1907 die Honvéd-Oberrealschule in Ödenburg und schloss 1910 das Studium an der Pester Ludovika-Militärakademie als Leutnant ab.

## Erster Weltkrieg und Zwischenkriegszeit
Während des Ersten Weltkriegs wurde Miklós an verschiedenen Fronten sowie im Generalstab eingesetzt. Nach dem Krieg kehrte er 1920/21 für kurze Zeit an die Ludovika-Akademie als Lehrkraft zurück und arbeitete danach im Kriegsministerium. Ab 1929 war Miklós stellvertretender Leiter der Militärkanzlei des ungarischen Reichsverwesers, Admiral Horthy. Von 1933 bis 1936 schickte Horthy ihn als ungarischen Militärattaché an die Botschaft in Berlin.

## Zweiter Weltkrieg
Ab 1936 diente Miklós in verschiedenen Truppenteilen und wurde unter anderem in Jugoslawien und der Sowjetunion eingesetzt. Als Kommandeur des 24.000 Mann starken ungarischen „Schnellen Korps“ (Gyorshadtest) von 1940 bis 1942 nahm er auch am Unternehmen Barbarossa teil und war der Heeresgruppe Süd unter von Rundstedt zugeordnet. Nach der Schlacht um Kiew erhielt Miklós in Anerkennung für die Einkesselung starker sowjetischer Verbände als erster ungarischer Offizier am 4. Dezember 1941 das deutsche Ritterkreuz des Eisernen Kreuzes. Im November 1941 wurde Miklós zum Feldmarschallleutnant (Altábornagy) befördert und kehrte mit dem stark geschwächten „Schnellen Korps“ nach Budapest zurück. Von 1942 bis 1944 war er Chef der Militärkanzlei des Reichsverwesers und erhielt 1943 den Rang eines Generalobersts (Vezérezredes).
Als Vertrauter von Horthy traf er am 21. Juli 1944 Adolf Hitler, um einerseits Hitler der ungarischen Treue nach dem Juli-Attentat zu versichern und andererseits Horthys Wunsch nach Rückzug der ungarischen Truppen zu übermitteln.
Am 1. August 1944 wurde Miklós Kommandeur der 1. ungarischen Armee, die der deutschen 1. Panzerarmee unter Heinrici zugeordnet war und zu dieser Zeit in den Karpaten kämpfte.

## Ende des Zweiten Weltkriegs in Ungarn
Nach der Verkündung eines Waffenstillstands zwischen der Horthy-Regierung und der Sowjetunion am 15. Oktober 1944 und der anschließenden Verhaftung Horthys durch den Bevollmächtigten des Großdeutschen Reichs in Ungarn Edmund Veesenmayer, überschritt Miklós die Frontlinie in der Nacht vom 16. zum 17. Oktober 1944 und ergab sich der sowjetischen Armee bei Przemyśl. In einer Radioansprache rief er seine 1. Armee vergeblich dazu auf, die Waffen niederzulegen und den Kampf gegen die Rote Armee einzustellen.
In den Wochen danach initiierte die sowjetische Seite Verhandlungen zur Bildung einer ungarischen Gegenregierung. Am 5. Dezember 1944 wurde schließlich in Moskau eine Vereinbarung erzielt. Am 21. Dezember 1944 wurde Miklós von einer provisorischen Nationalversammlung in Debrecen mit sowjetischer Billigung zum Ministerpräsidenten gewählt. Die Regierung bestand aus Offizieren und Mitgliedern von Vorkriegsparteien. Für die kommunistische Partei wurde Imre Nagy Landwirtschaftsminister.
Die Regierung Miklós verstand sich als königlich-ungarische Regierung unter dem in Deutschland internierten Staatsoberhaupt Horthy. Im Januar 1945 wurde ein dreiköpfiger Regentschaftsrat gebildet, der in Abwesenheit des Reichsverwesers Horthy vorübergehend die Funktion eines kollektiven Staatsoberhaupts übernehmen sollte. Miklós wurde Mitglied des Regentschaftsrats. Nach der Schlacht um Budapest zog die provisorische Regierung in die Hauptstadt um und wurde nach der Flucht der Pfeilkreuzler-Regimes und dem Abzug der deutschen Truppen im April 1945 alleinige Regierung in Ungarn.

## Nachkriegszeit

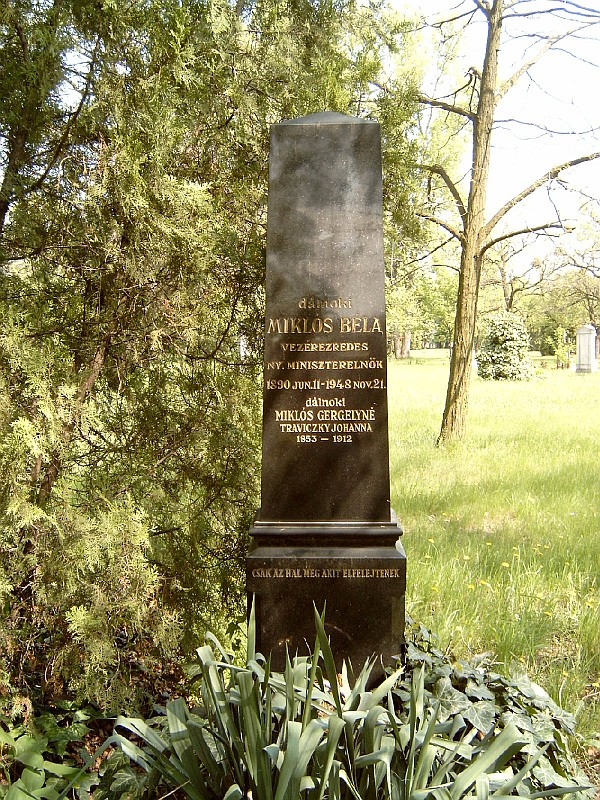
Grab von Béla Miklós auf dem Budapester Kerepesi-Friedhof

Miklós blieb Ministerpräsident bis zur ersten Nachkriegswahl im November 1945 und schied am 27. Dezember 1945 auch aus dem Regentschaftsrat aus. Im Juli 1947 wurde er Gründungsmitglied der Magyar Függetlenségi Párt (MFP; Ungarischen Unabhängigkeitspartei), einer Abspaltung der Kleinlandwirtepartei. Bei den halbfreien Parlamentswahlen im August 1947 erlangte er ein Mandat für die Partei. Die Mandate der als „faschistisch“ diffamierten Unabhängigkeitspartei wurden jedoch im November 1947 auf Druck der Ungarischen Kommunistischen Partei annulliert. Danach zog sich Miklós aus dem öffentlichen Leben zurück.
In der zweiten Hälfte der 1970er Jahre wurde Miklós von der kommunistischen Regierung Ungarns politisch „rehabilitiert“.